# Tsugphud Namgyal
Tsugphud Namgyal (1785-1863) was de zevende Chögyal (koning) van Sikkim.

## Onafhankelijkheid van Sikkim
Onder zijn vader Tenzin Namgyal bevond Sikkim zich grotendeels in handen van Nepal. In 1793 claimde Tsugphud de troon terug. Omdat de hoofdstad Rabdentse te dicht bij de grens van Nepal lag, verplaatste hij de hoofdstad naar Tumlong.
Sikkim sloot een verbond met Brits-Indië dat Nepal eveneens als vijand beschouwde. Nepal viel de gehele regio aan in de Gurkha-oorlog in 1814 tegen de Britse Oost-Indische Compagnie. De verdragen van Sugauli en Titalia brachten de geannexeerde gebieden terug aan Sikkim in 1817.

## Verbintenis met de Britten
In 1835 stond Tshudpud Namgyal Darjeeling af aan de Britse Oost-Indische Compagnie in ruil voor leges. Deze relatie werd echter verbroken nadat hij twee Britse wetenschappers in Sikkim vastnam, Joseph Dalton Hooker en Arthur Campbell. Dit leidde tot twee Britse militaire aanvallen in 1850 en 1861. Dat laatste jaar werd Sikkim geannexeerd en werd het een protectoraat van het Verenigd Koninkrijk.

## Maharadja van Sikkim
In hetzelfde jaar, in 1861 ontving Tshudpud de titel Maharadja van Sikkim van de Britten en een jaar later trad hij af. In 1863 overleed hij op een leeftijd van 78 jaar en had hij Sikkim 69 jaar geregeerd. Hiermee was hij de oudste en de langstzittende Chögyal van Sikkim.
Hij werd 1862 opgevolgd door Sidkeong Namgyal.